# Формикола
Формѝкола (на италиански: Formicola) е село и община в Южна Италия, провинция Казерта, регион Кампания. Разположено е на 192 m надморска височина. Населението на общината е 1580 души (към 2010 г.).